# Maurice Fischer
Maurice Fischer (hebräisch מוריס פישר; * 23. Januar 1903 in Antwerpen; † 19. August 1965) war ein israelischer Diplomat.
Fischer emigrierte 1930 in das britische Mandatsgebiet Palästina. Während des Zweiten Weltkrieges kämpfte er in den Forces françaises libres im Libanon. 1946 ging er als Repräsentant der Jewish Agency nach Paris. Nach der Staatsgründung Israels wurde er 1949 der erste israelische Botschafter in Frankreich. Dieses Amt bekleidete er bis 1952. Danach löste er Eliahu Sasson als Gesandten in der Türkei ab und vertrat dort Israel bis 1956. 1960 wurde er von Golda Meir zum Botschafter in Italien ernannt. Dieses Amt bekleidete er bis 1965.